# لیدیا آلفونسی
لیدیا آلفونسی (انگلیسی: Lydia Alfonsi) (زادهٔ ۲۸ آوریل ۱۹۲۸ – درگذشتهٔ ۲۱ سپتامبر ۲۰۲۲) هنرپیشه اهل ایتالیا بود.
از فیلم‌هایی که وی در آنها نقش داشته‌است، می‌توان به زندگی زیباست، درهای باز، اسب تروآ، زندگی سگی، هرکول، حقوق، سه چهره ترس، شب غیرعادی و جذام سفید اشاره کرد.